# Sven III

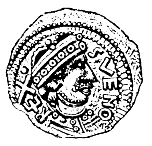
moneda de Sven III

Sven III Grathe —danès: Svend III Grathe— (c. 1125 - 23 d'octubre del 1157) fou Rei de Dinamarca entre 1146 i 1157,aliant-se de diverses maneres amb Canut V i el seu cosí Valdemar I. El 1157, acordaren repartir-se en tres Dinamarca. Sven intentà matar els seus rivals al banquet de pau, i fou subsegüentment derrotat per Valdemar I a la Batalla de Grathe Heath i va matar.
Sven era fill il·legítim d'Eric II el Memorable i la concubina Thunna. El 1152 Sven es casà amb Adela de Meissen, filla de Conrad, marcgravi de Meissen i Lutgarda de Ravenstein. Van tenir dos fills: Un fill sense nom conegut mort poc després de néixer, i una filla Lutgarda; casada amb Berthold I d'Ístria.
Sven viatjà amb Eric II a Noruega a mitjans de la dècada del 1130, quan el seu pare va lluitar amb el rei Nicolau per guanyar el tron danès. Quan Eric II va morir el 1137, fou succeït per Eric III, i Sven va ser enviat a la cort de Conrad III d'Alemanya on travà amistat amb el nebot de Conrad, que més tard seria Frederic I d'Alemanya.

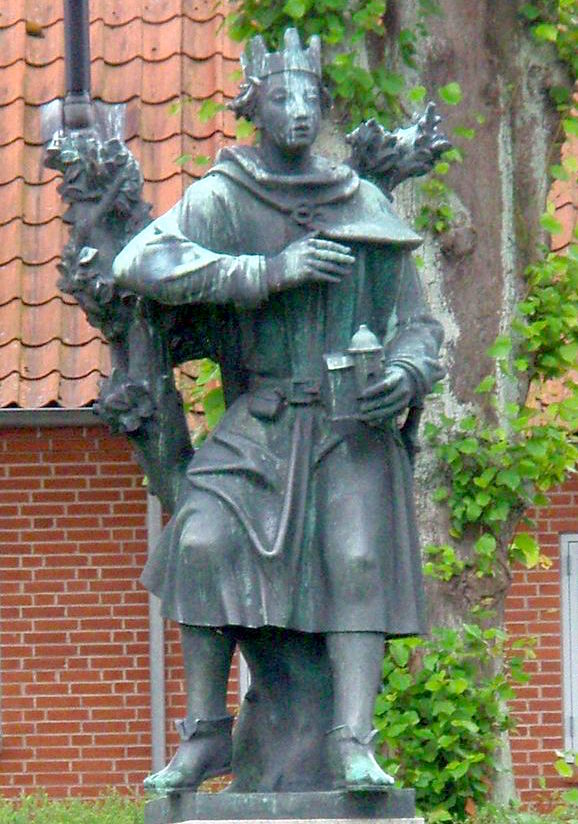
Estàtua de Sven III, a Nordborg ciutat que fundà

Va viatjar a Dinamarca, on ell i el seu cosí Valdemar (més tard Valdemar I de Dinamarca) intentà canonitzar l'oncle de Sven i pare de Valdemar Canut Lavard el 1146, amb les protestes d'Eskil Arquebisbe de Lund a Escània. A l'abdicació d'Eric III el 1146, Sven fou elegit rei pels magnats a Sjælland mentre Canut V era coronat pels seus homòlegs a Jutlàndia.
L'any 1146 el rei Eric III de Dinamarca va abdicar i va esclatar la guerra Civil Danesa entre Sven, fill d'Eric II, que va rebre el suport de Valdemar, i Canut V, fill de Magnus el Fort amb el suport d'Eskil. Ambdós es van declarar rei de Dinamarca el 1146. Sven assegurà la lleialtat d'Eskil garantint a l'Arquebisbe de Lund les seves terres a Escània i Bornholm. Sven subseqüentment derrotà Canut a Sjælland, per confinar-lo a Jutlàndia. El 1147, Canut i Sven s'uniren per emprendre les Croades Wends. Sven plantà batallà naval contra els wends, rebent poc suport de Canut i perdent el seu vaixell insígnia. Ben aviat la guerra civil es reinicià., que tanmateix acabà reinflament la seva contesa.
Després de diverses batalles, Sven va conquerir Fiònia i parts de Jutlàndia, i elevà a Valdemar com a Duc de Schleswig. Sven llavors presentà campanya amb Etheler von Dithmarschen contra Adolf II de Holstein, un seguidor de Canut. Sven aconseguí exiliar a Canut el 1150, que intentà tornar a Dinamarca amb tropes alemanyes el 1151 essent rebutjat. Canut i Sven intentaren rebre el suport de Conrad III d'Alemanya. El 1152, Frederic fou coronat rei d'Alemanya, i es va negociar un acord a Merseburg aquell any. L'acord feia a Sven "rei preeminent", rebent Canut una porció substancial de Dinamarca, i Valdemar mantingut al Ducat de Schleswig. Tanmateix, Sven només concedí a Canut petites possessions, violant l'acord, i la posició de Sven a Dinamarca fou soscavat per la seva suposada tirania i la seva actitud pro-alemanya.
El 1154, Sven fou derrocat per una aliança entre Canut i Valdemar, qui fou coronat com a rei conjunt amb Valdemar. Eskil i la majoria de seguidors de Sven l'abandonaren, i s'exiliaren a Alemanya. Sven passà tres anys buscant suports per dur a terme la conquesta del regne perdut, i tornà a Dinamarca el 1157 amb el suport del duc alemany Enric el Lleó. Això va incitar als magnats danesos a forçar un repartiment en tres del regne a Jutlàndia, Sjælland, i Escània. Sven fou escollit primer, governant sobre Escània. Al banquet de pau a Roskilde el 9 d'agost de 1157, Sven va planejar l'assassinat dels altres dos governants a Dinamarca, aconseguint matar a Canut. L'incident és conegut com el Festí sagnant de Roskilde.
Valdemar va fugir a Jutlàndia, i el 23 d'octubre de 1157, Sven hi entrà amb un exèrcit enfrontant-s'hi a la Batalla de Grathe Heath, que li va valdre el seu renom Grathe. L'exèrcit de Sven fou derrotat, i mort per camperols que el capturaren quan el seu cavall s'enfonsà en una torbera mentre fugia de la batalla.